# Aéroport d'Abbotsford
L'aéroport International d'Abbotsford (code IATA : YXX • code OACI : CYXX) est situé à Abbotsford, en Colombie-Britannique, Canada. Il est le deuxième plus grand aéroport dans le Basses-terres continentales, après Vancouver (YVR). Il est situé à environ 40 km à partir de Surrey et à 65 km du centre-ville de Vancouver.

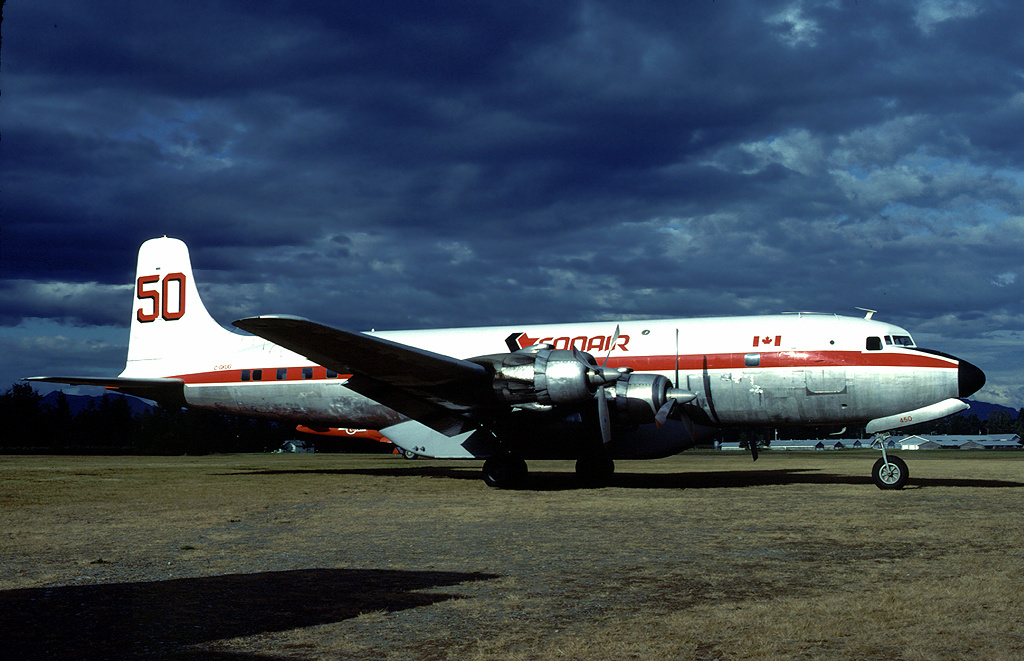
Un Douglas DC-6 de Conair en 1983.

## Statistiques
Pour des raisons techniques, il est temporairement impossible d'afficher le graphique qui aurait dû être présenté ici.

Voir la requête brute et les sources sur Wikidata.

## Compagnies aériennes et destinations
| Compagnies     | Destinations                                        |
| -------------- | --------------------------------------------------- |
| Flair Airlines | Calgary, Edmonton, Waterloo (en), Toronto (Pearson) |
| WestJet        | Calgary, Edmonton En saison : Puerto Vallarta       |

Édité le 10/04/2025

## Abbotsford international airshow
Tous les ans au mois d'août se deroule la foire d'Abbotsford sur l'aéroport d'Abbotsford. 